# Leopoldstraße 5 (Detmold)
Das klassizistische Haus Leopoldstraße 5 ist ein denkmalgeschütztes Gebäude in Detmold im Kreis Lippe (Nordrhein-Westfalen). Ursprünglich Sitz des Leopoldinums, befindet sich hier heute die Stadtbücherei.

## Geschichte
Als in Detmold das Nonnenkloster Marienanger infolge der Reformation aufgelöst wurde, beschloss der lippische Graf Simon VI. 1602 den Umbau von Klosterkirche und Nebengebäuden, um darin eine höhere Schule einzurichten: Die Detmolder Provinzialschule bzw. das Detmold Gymnasium.
Unter Fürstin Pauline wäre es 1806 beinahe zu einer Vereinigung der beiden lippischen Gymnasien mit Sitz in Lemgo gekommen. Die Fürstin hielt den Unterhalt von zwei höheren Schulen in einem kleinen Land wie Lippe für unnötig. Doch dazu kam es nicht, denn weder wollte die Stadt Lemgo die finanziellen Verpflichtungen für den Ausbau ihrer Schule übernehmen, noch wollten sich die Detmolder Bürger mit dem Verlust ihres Gymnasiums abfinden. Aber das ehemalige Kloster erwies sich in den folgenden Jahren als zunehmend ungeeignet: Die Gebäude waren baufällig, es herrschte Platzmangel, die Räume waren zu dunkel und im Winter gab es Probleme mit der Beheizung.  Erneut wurde von Regierungsrat Friedrich Simon Leopold Petri im Februar 1831 die Zusammenlegung mit dem Gymnasium in Lemgo vorgeschlagen. Mit großer Mehrheit entschieden sich die Räte und Regierungspräsident Eschenburg dagegen. Daher war nun ein Abriss der Gebäude mit anschließendem Neuaufbau an gleicher Stelle geplant.
Fürst Leopold II. stellte jedoch an der „Neuen Straße“ ein Grundstück zur Verfügung, das eine weitaus großzügigere Planung erlaubte. Die Planung wurde dem lippischen Landbaumeister Ferdinand Wilhelm Brune übertragen. Sein erster Entwurf wurde aber im Januar 1832 abgelehnt, und so übertrug man die Aufgabe an den Baumeister Kühnert, der zuvor bereits das neue Rathaus fertiggestellt hatte. Doch auch dessen Pläne fielen nicht zur Zufriedenheit der Kommission aus, weswegen man sie von Brune überarbeiten ließ. Nach dem Entwurf wurde schließlich das Gebäude für rund 18000 Taler errichtet und am 2. Oktober 1833 eingeweiht. Zusätzlich entstand nördlich davon ein kleineres Lehrerhaus für 4000 Taler (abgebrochen 1983 für die Erweiterung der Bezirksregierung).
Für den Neubau wurden teilweise Materialien der ehemaligen Schule verwendet, darunter Ziegel sowie gut erhaltene Sand- und Bruchsteine.
Nach der 1835 durch Carl Weerth initiierten Gründung des Naturwissenschaftlichen Vereins für das Fürstentum Lippe war dessen Sammlung naturkundlicher Objekte behelfsmäßig in den Räumlichkeiten des Gymnasiums untergebracht, bis schließlich 1861 auf dem Hinterhof ein kleiner Museumsbau errichtet wurde.
Wachsende Schülerzahlen sorgten zu Beginn des 20. Jahrhunderts erneut für Raumnot, so dass mit dem Neubau an der Hornschen Straße begonnen wurde, welcher 1907 bezugsfertig war. Das Gebäude an der Leopoldstraße diente in der Folgezeit unterschiedlichen Zwecken, war in den 1960er-Jahren Sitz der Polizei, wurde 1983 nach Eintragung in die Denkmalliste saniert und beherbergt seitdem die Detmolder Stadtbücherei.

## Architektur
Bei dem Gebäude handelt es sich um einen unterkellerten, zweigeschossigen, klassizistischen Putzbau mit Werksteingliederung. Auf beiden Längsseiten befindet sich ein Mittelrisalit mit doppelläufiger Freitreppe. Das Dachgebälk ist mit Konsolen verziert. Zentriert auf dem Walmdach erhebt sich ein viereckiger Dachreiter mit Glocke, ein Element, das sich in ähnlicher Form bereits auf dem Vorgängerbau befunden hatte.